# Femme Fatale (film 1991)
Femme Fatale è un film del 1991 diretto da Andre R. Guttfreund.

## Trama
Joseph Prince, ranger del parco naturale e ex artista, si innamora di Cynthia, una donna che ha conosciuto nel parco e la sposa. Un giorno però Joseph scopre che Cynthia è scomparsa, lasciando solo il più breve messaggio d'addio e scopre anche alcuni fatti strani e sconcertanti.